# MASARINA
MASARINA（マサリナ）は、鶴久政治と高橋リナによる日本の男女デュエットユニット。

## シングル
- いい人でいられない(1991年10月23日)
- 世界で1番近くにいて(1992年2月21日)

## アルバム
- MASARINA (1992年4月8日)

## 出演

### テレビ番組（バラエティ）
ジャイアンツの勝ち